# Уратман
Уратман (айнск. Уратман, также айнск. То-ето-Кусыр) — потухший стратовулкан типа сомма, на севере острова Симушир (Курильские острова, Россия). Вулкан находится на восточном берегу бухты Броутона. Его лавовые потоки сформировали рельеф северо-восточного окончания острова. Здесь расположена глубоководная бухта Броутона, представляющая собой заполненную водой кальдеру глубиной до 248 м. Её ограничивает с запада полуостров Западная клешня, с востока — Восточная клешня. По оценкам учёных последнее извержение произошло примерно 3 тысячи лет назад. Лавы соммы Уратмана классифицируются как двупироксеновые и гиперстеновые андезиты и андезито-базальты.